# 细枝木半夏
细枝木半夏（学名：Elaeagnus multiflora var. tenuipes）为胡颓子科胡颓子属下的一个变种。

## 扩展阅读
- 維基物種上的相關：细枝木半夏